# Miki Manojlović
Pour les articles homonymes, voir Manojlović.
Predrag Manojlović (en serbe cyrillique Предраг Манојловић), dit Miki Manojlović, est un acteur serbe, né le 5 avril 1950 à Belgrade.
Il est notamment connu pour ses collaborations avec son compatriote Emir Kusturica.

## Biographie
Après avoir terminé sa formation à l'École des arts dramatiques de Belgrade, il joue au théâtre dans des comédies. Il commence à la télévision avec la série Otpisani en 1974. 
Il joue dans Papa est en voyage d'affaires avec Emir Kusturica, qui obtient la Palme d'or avec ce film au Festival de Cannes 1985. Dix ans plus tard, il joue dans le film Underground, palme d'or au Festival de Cannes 1995. Plus tard, Miki Manojlović joue à nouveau pour Kusturica dans Chat noir, chat blanc (1998), Promets-moi (2006) et On the Milky Road (2017).
Dans les années 2000, Miki Manojlović est à l'affiche de la comédie Ze Film (2004) puis enchaîne avec d'autres productions plus comme les drames L'Enfer (2005) et Irina Palm (2006).
Il a épousé l'actrice Tamara Vučković avec laquelle il a eu une fille, Carna Manojlović.

## Filmographie

### Cinéma
(août 2017).
- 1974 : Košava (sh) de Dragoslav Lazić : Bradonja, le contrebandier
- 1974 : Otpisani (sh) d'Aleksandar Đorđević : Paja Bakšiš
- 1977 : La Chasse à l'homme (Hajka) : Sako
- 1978 : Poslednji podvig diverzanta Oblaka de Vatroslav Mimica : Dragiša
- 1981 : Piknik u Topoli (sh) de Radoslav Pavlović : l'homme derrière la barre
- 1981 : Samo jednom se ljubi : Tomislav
- 1981 : Une saison de paix à Paris (Sezona mira u Parizu) de Predrag Golubović : Josko
- 1981 : Sok od šljiva (Jus de prunes)
- 1982 : 13. jul (13 juillet)
- 1984 : U raljama života : le chauffeur
- 1985 : Jagode u grlu (Les fraises dans la gorge) de Srđan Karanović
- 1985 : Papa est en voyage d'affaires (Otac na službenom putu) d'Emir Kusturica : Mehmed-Mesa Zolj
- 1985 : Tajvanska kanasta
- 1985 : Za sreću je potrebno troje
- 1989 : Migrations ou La Guerre la plus glorieuse (Seobe) d'Aleksandar Petrović : Arnold de Sabrant
- 1989 : Le Temps des miracles (Vreme čuda) de Goran Paskaljević : Nikodim
- 1990 : Un week-end sur deux de Nicole Garcia : Adrian
- 1992 : Nous ne sommes pas des anges (Mi nismo anđeli) de Srđan Dragojević : le gendre
- 1992 : Tango argentino de Goran Paskaljević : le père
- 1992 : Tito et moi (Tito i ja) de Goran Marković : le père
- 1994 : La Piste du télégraphe de Liliane de Kermadec : Carlo
- 1995 : Underground (Podzemlje) d'Emir Kusturica : Marko
- 1995 : L'Amérique des autres (Someone Else's America) : Bayo
- 1995 : L'Inconnu : joue l'inconnu
- 1997 : Artemisia d'Agnès Merlet : Agostino Tassi
- 1997 : Portraits chinois de Martine Dugowson : Alphonse
- 1997 : Ciganska magija (Magie tzigane) : Taip
- 1997 : Gypsy Magic
- 1998 : Il Macellaio : le boucher
- 1998 : Baril de poudre (Bure baruta) de Goran Paskaljević : Mané, le réfugié
- 1998 : Chat noir, chat blanc (Crna mačka beli mačor) d'Emir Kusturica : le second prêtre (deuxième mariage)
- 1998 : Rane de Srđan Dragojević : Stojan
- 1999 : Emporte-moi de Léa Pool : Le père d’Hanna
- 1999 : Les Amants criminels de François Ozon : l'homme de la forêt
- 2000 : Voci : Nando Pepi
- 2000 : Épouse-moi de Harriet Marin : le Mage Bodel
- 2000 : Sans plomb de Muriel Teodori : Salomon
- 2001 : Mortel Transfert de Jean-Jacques Beineix : Erostrate
- 2001 : Jeu de cons de Jean-Michel Verner : Perron
- 2002 : Kako loš son (Quel mauvais fils) : Sejtan
- 2003 : Druga ponoć : l'agent
- 2003 : Gate to Heaven" (La porte vers l'Enfer) : Dak
- 2003 : Les Marins perdus de Claire Devers : Abdul Aziz
- 2003 : Mali svet (A Small World) : Dr. Filip Kostić
- 2004 : Mathilde de Nina Mimica
- 2004 : Sto minuta slave (Cent minutes de gloire)
- 2004 : Ne fais pas ça ! : Francis
- 2004 : Hurensohn : Oncle Ante
- 2005 : Nous ne sommes pas des anges 2 (Mi nismo anđeli 2) de Srđan Dragojević
- 2005 : Ze Film de Guy Jacques : Sergeï
- 2005 : L'Enfer de Danis Tanović : le père
- 2007 : Le Piège (Klopka )
- 2008 : Promets-moi (Zavet) d'Emir Kusturica : le Chef
- 2007 : Irina Palm de Sam Garbarski : Mikloš
- 2007 : Gorgomeesh (La Fine del mare)
- 2008 : The World is Big de Stephan Komandarev : Bai Dan
- 2008 : Largo Winch de Jérôme Salle : Nerio Winch
- 2011 : Largo Winch 2 de Jérôme Salle : Nerio Winch
- 2011 : Cirkus Columbia de Danis Tanović
- 2017 : On the Milky Road d'Emir Kusturica : Žaga
- 2017 : Cherchez la femme de Sou Abadi : Darius Yaghmaian
- 2018 : The Bra de Veit Helmer : Nurlan
- 2024 : L'Affaire Vinča Curie de Dragan Bjelogrlić : Pavle Savic

### Télévision
- 1971 : Čedomir Ilić (série télévisée), épisode 2, de Joakim Marušić : l'étudiant
- 1972 : Građani sela Luga (série télévisée), épisodes Radnici i seljaci et Poslovođa de Dragoslav Lazić : Milan
- 1972 : Majstori (série télévisée), épisode Baksuzni dan de Zoran Đorđević : Picopevac
- 1972 : Sarajevski atentat (téléfilm) d'Arsenije Jovanović : Cvjetko Popović (en)
- 1972 : Jelisavetini ljubavni jadi zbog molera (téléfilm) de Dejan Karaklajić : Milovan
- 1973 : Slike bez rama - iz decijih knjiga (série télévisée) de Nebojša Komadina
- 1974 : Zasto je pucao Alija Alijagić (téléfilm) d'Arsenije Jovanović : Stevo Ivanović
- 1974 : Jednog lepog, lepog dana (téléfilm) de Paolo Magelli (it)
- 1974-1975 : Otpisani (sh) (série télévisée) d'Aleksandar Đorđević : Paja
- 1975 : Život je lep (série télévisée) de Dejan Ćorković : Mica
- 1975 : Sinovi (téléfilm) de Slavoljub Stefanović Ravasi (sh) : Paja
- 1975 : Nagrada godine (téléfilm) de Vladimir Andrić
- 1976 : Grlom u jagode  (série télévisée) de Srđan Karanović : Miki 'Rubiroza'
- 1976 : Pohvala svetu (court métrage) de Slobodan Šijan
- 1976 : Morava 76 (mini-série) de Dimitre Osmanli : Macko
- 1976 : Idi tamo gde te ne poznaju (téléfilm) de Dragoslav Lazić
- 1977 : Usijane glave (série télévisée), épisode Usijane glave de Vera Belogrlic : Milance
- 1977 : Taksist (téléfilm) de Ruzica Lukic
- 1979 : Vecera za Milicu (téléfilm) de Milenko Maričić
- 1979 : Moc govora (court métrage) de Zoran Amar
- 1980 : Kadinjača (court métrage) de Stanko Crnobrnja
- 1981 : Sedam sekretara SKOJ-a (série télévisée) de Dragoslav Lazić : Zlatko Snajder
- 1982 : Macor na usijanom limenom krovu (téléfilm) d'Aleksandar Đorđević : Petar Ostojic-Adzija
- 1983 : Marija, gde si...? (téléfilm) d'Aleksandar Đorđević : Danilo
- 1984 : Nešto između (série télévisée) de Srđan Karanović : Janko
- 1984 : Stefica Cvek u raljama zivota (mini-série) de Rajko Grlić
- 1985 : To nije moj zivot, to je samo privremeno (téléfilm) de Rajko Grlić
- 1987 : La Course à la bombe (Race for the Bomb) (mini-série, docufiction) de Jean-François Delassus et Allan Eastman : Edward Teller
- 1987-1988 : Vuk Karadžić (série télévisée) de Đorđe Kadijević : Vuk Karadžić
- 1990 : Baal (téléfilm) de Faruk Piragic : Baal
- 1993 : Broz i ja (série télévisée) de Goran Marković : Otac
- 1996 : Il était une fois un pays (Bila jednom jedna zemlja) (mini-série ; version longue d'Underground) d'Emir Kusturica : Marko
- 1996 : Court toujours : l'inconnu (court métrage) d'Ismaël Ferroukhi : l'inconnu
- 2004 : Duga ponoc (téléfilm) de Miljenko Brlečić (sh) : Agent
- 2009 : Na terapiji (sh) (série télévisée) de Marko Djilas : Ljubomir Bozovic
- 2009 : Na lepom plavom Dunavu(série télévisée), épisode Brod ljubavi - Sef de Darko Bajić (sh) : Carl
- 2014-2015 : Urgentni centar (série télévisée) de Dejan Zečević (en) : Nacelnik Scepanovic
- 2015-2016 : Cizmasi (série télévisée) de Dejan Zečević (en) : Stari Zika Kurjak

## Distinctions
- Prix Pavle Vuisić[Quand ?]
- Prix Sterija[Quand ?]